# Halugunda, Virajpet
Halugunda là một làng thuộc tehsil Virajpet, huyện Kodagu, bang Karnataka, Ấn Độ.